# Mielec (comune rurale)
Mielec è un comune rurale polacco del distretto di Mielec, nel voivodato della Precarpazia.
Ricopre una superficie di 122,12 km² e nel 2004 contava 12 008 abitanti.
Il capoluogo è Mielec, che non fa parte del territorio ma costituisce un comune a sé.